# نوینکیرشن (لونبورگ هات)
نوینکیرشن (به آلمانی: Neuenkirchen) یک شهر در آلمان است که در هایدکرایس واقع شده‌است. نوینکیرشن ۵٬۷۴۷ نفر جمعیت دارد.